# Wapen van Nassau

Graafschap Nassau

Het wapen van Nassau wordt gebruikt door leden van de familie Nassau. Het wapen van Nassau wordt als stamwapen gebruikt voor de Nederlandse en de Luxemburgse koninklijke familie. Het wapen is al bekend vanaf de 12e eeuw onder historici.

## Historie van het geslachtswapen
In 1120 bouwde Rupert I, graaf van Laurenburg, de burcht Nassau. In 1193 werd zijn zoon (mogelijk ook: kleinzoon) Walram I graaf van Nassau. Zijn zoon Hendrik de Rijke was de vader van onder anderen Walram II en Otto:
- Rupert I, was de (groot)vader van:
  - Walram I was de vader van:
    - Hendrik de Rijke was de vader van onder anderen
      - Walram II en
      - Otto

De graven van Laurenburg voerden al een rechtsgewende gouden leeuw in een (blauw) veld. Het oudst bekende zegel van Nassau is van Walram I in 1198. Dit zegel, en ook dat van zijn zoon Hendrik in 1220 was nog niet door blokken omgeven.
In 1246 zegelde dezelfde Hendrik wel met de gouden blokjes, waarbij het aantal nog niet vaststond tot 1785 (zie hieronder).
Zijn twee zoons, Walram II en Otto, verdeelden in 1255 het Nassau eigendom. Walram kreeg het gebied ten zuiden van de Lahn en Otto het gebied ten noorden van de Lahn. Sindsdien zijn zij de stamvaders van de Walramse en respectievelijk Ottoonse linie, die aanvankelijk nog hetzelfde wapen voerden. In 1353 kreeg de Walramse linie van de paltsgraaf Ruprecht I het recht een verschillend helmteken te voeren. Dit helmteken bestond uit twee buffel- of ossenhorens van azuur met elk 3 gouden blokjes boven elkaar, met daartussen een aanziend gestelde, zittende en rood gekroonde, gouden leeuw. De Ottoonse linie voerde als helmteken een “vlucht” (= vleugel) van sabel beladen met een gebogen schuinbalk van argent met drie lindebladeren met de steel omhoog van sinopel.
In de jaren 1783 en 1785 legden beide linies in een aantal verdragen vast dat de gouden leeuw rode tong, kroon, en nagels kreeg, en dat er gouden blokjes omheen staan in een 2-2-2-1-verdeling.

### Walramse linie
In een van de zijtakken (Johan II van Nassau-Saarbrücken en zijn nakomelingen) werd vanaf 1450 (uitgestorven 1574) het Nassau geslachtswapen aangepast gevoerd: de leeuw in het wapenschild droeg een rode kroon. Deze rode kroon kwam ook in andere takken voor in de loop der eeuwen.
In 1653 veranderde Gustaaf Adolf van Nassau-Saarbrücken (de tweede tak Saarbrücken) zijn Nassau geslachtswapen door de leeuw een gouden kroon en rode tong en nagels te geven.

### Ottoonse linie
De Ottoonse linie bleef lange tijd het originele geslachtswapen voeren met gouden leeuw in een azuur veld met gouden blokjes, en vanaf 1785 de rode tong, kroon, en nagels. In 1815 veranderde Koning Willem I dit wapen door de leeuw een gouden kroon te geven, en (naar de Generaliteitsleeuw) een zwaard in zijn rechterhand en een bundel pijlen, met gouden punten en een gouden lint eromheen, in zijn linkerhand. Hij stelde dit wapen gelijk aan het wapen van het Koninkrijk der Nederlanden.
In 1907 paste Koningin Wilhelmina dit wapen aan (zowel voor het geslacht als het land): de kroon van de leeuw werd gedefinieerd met 3 bladen en 2 parelpunten, de pijlen werden in aantal 7.

## Beschrijving van het wapen van Nassau
Samengevat is de beschrijving van het geslachtswapen van Nassau als volgt:
- Een rechtsgewende gouden leeuw in een azuur (blauw) veld — al door het voorgeslacht in de 12e eeuw[1]
- Het veld is bezaaid met blokjes van goud — vanaf 1246[2]
- De blokjes zijn geordend: 2-2-2-1 — vanaf 1785[2]
- De leeuw heeft een tong, kroon, en nagels van keel (rood) — vanaf 1785[2]

### Walramse linie
- Als helmteken twee buffel- of ossenhorens van azuur met elk 3 gouden blokjes boven elkaar, met daartussen een aanziend gestelde, zittende en keel (rood) gekroonde, gouden leeuw — vanaf 1353[1][2]

### Ottoonse linie
- Als helmteken een “vlucht” (= vleugel) van sabel (zwart) beladen met een gebogen schuinbalk van zilver met 3 lindebladeren met de steel omhoog van sinopel (groen)[2]
- De leeuw heeft in zijn rechterhand een zwaard en in zijn linkerhand een bundel pijlen, met gouden punten en een gouden lint eromheen — vanaf 1815[2]
- De kroon van de leeuw heeft 3 bladen en 2 parelpunten — vanaf 1907[2]
- De leeuw heeft 7 pijlen vast (zoals beschreven) — vanaf 1907[2]

## Tak van Walram

### Het wapen van de Roomse koning van 1292 tot 1298

Stamwapen
Adolf I van Nassau (1250-1298)

### Het wapen van Nassau-Saarbrücken van 1381 tot 1572

Nassau-Saarbrücken 1381
Graafschap Saarbrücken
Graafschap Mehrenberg
Nassau-Saarbrücken

Na het uitsterven van de graven van Mehrenberg in 1328 werden hun bezittingen verenigd met het graafschap Nassau. In 1381 werd het belangrijke graafschap Saarbrücken door huwelijk verkregen. Dit graafschap was voortaan de belangrijkste bezitting van de graven.

### Het wapen van Nassau-Saarbrücken van 1572 tot 1656

Nassau-Saarbrücken 1572
Graafschap Meurs
Graafschap Saarwerden
Heerlijkheid Lahr
Heerlijkheid Mahlberg

De successie van de graven van Meurs-Saarwerden verliep niet soepel. Deze graven waren afkomstig uit een zijtak van de graven van Meurs en waren niet in het bezit van het graafschap. De opname van het wapen van Mörs had dan ook geen staatkundige betekenis. Het graafschap Saarwerden werd aanvankelijk ingelijfd door het het hertogdom Lotharingen, maar uiteindelijk in 1629 aan Nassau-Weilburg overgedragen. De heerlijkheid Lahr-Mahlberg, die ook deel uitmaakten van deze erfenis, kwam slechts gedeeltelijk aan Nassau: Mahlberg kwam aan het markgraafschap Baden en Lahr aan Nassau.

### Het wapen van Nassau-Saarbrücken van 1656 tot 1806

Nassau-Saarbrücken 1656
Graafschap Weilnau

De verandering van het wapen werd niet veroorzaakt door nieuwe aanwinsten. Het wapen van Mehrenberg werd voor 1572 al eerder gevoerd en het graafschap Weilnau was al in 1405 gekocht. De graven van Weilnau waren verwant met de graven van Diez en dat komt tot uiting in hun wapens. Weilnau voert het wapen van Diez met verwisselde kleuren.

### Het wapen van de hertog van Dillingen

Nassau-Saarbrücken-Dillingen
Hertog van Dillingen

Vorst Lodewijk van Nassau-Saarbrücken was na de dood van zijn eerste vrouw getrouwd met een hofdame, Katharina Kest. Zij voerde sinds 1784 de titel rijksgravin van Ottweiler. In 1789 kocht Lodewijk voor haar de heerlijkheid Dillingen. Lodewijk XVI verhief de heerlijkheid op zijn verzoek tot hertogdom, waarna Margaretha de Franse titel hertogin van Dillingen ging voeren. Ook de kinderen uit deze verbintenis voerden de titel hertog of hertogin van Dillingen.

### Het wapen van het hertogdom Nassau (1806-1866)

Hertogdom Nassau
Hartschild
Keurvorstendom Trier
Keurvorstendom van de Palts
Graafschap Sayn
Keurvorstendom Keulen
Graafschap Königstein
Graafschap Diez
Graafschap Weilnau
Graafschap Katzenelnbogen
Burggraafschap Hammerstein
Graafschap Merenberg
Heerlijkheid Limburg
Heerlijkheid Idstein
Graafschap Wittgenstein
Heerlijkheid Homburg
Heerlijkheid Freusberg

In 1797 werd de linker Rijnoever bij Frankrijk ingelijfd, waardoor de graafschappen Saarbrücken en Saarwerden verloren gingen. Deze velden verdwenen dus uit het wapen. In 1799 werd het graafschap Sayn-Hachenburg geërfd, waarna de bijbehorende titels en wapens werden ingevoerd: graaf van Sayn, graaf van Wittgenstein, heer van Homburg en heer van Freusberg. Wittgenstein en Homburg bleven echter in het bezit van de graven van Sayn-Witgenstein. In 1803 veranderde de samenstelling van het gebied door de Reichsdeputationshauptschluss ingrijpend. De heerlijkheid Lahr werd afgestaan aan het keurvorstendom Baden en het gebied werd uitgebreid met delen van de voormalige keurvorstendommen Trier, Palts en Keulen. Er werden titels en wapens bij bedacht: heer van Limburg en burggraaf van Hammerstein voor gebieden die van het keurvorstendom Trier afkomstig waren. Het graafschap Königstein was afkomstig van het keurvorstendom Mainz. Bij de vorming van de Rijnbond in 1806 werd de vorst van Nassau tot hertog verheven en de gebieden en wapens van de verdreven prins van Oranje werden toegevoegd: de graafschappen Katzenelnbogen en Diez. Het Congres van Wenen veranderde weinig aan de samenstelling. De gebieden van de prins van Oranje werden teruggegeven, maar later toch weer voor een deel bij Nassau gevoegd in ruil voor het groothertogdom Luxemburg. Na de oorlog van 1866 werd het hertogdom Nassau bij het koninkrijk Pruisen ingelijfd.

### Groothertogdom Luxemburg van 1815 tot 1890

Willem I (1815-1840) Willem II (1840-1849) Willem III (1849-1890)

### Groothertogdom Luxemburg van 1890 tot 1898

Adolf van Luxemburg (1890-1898)

### Groothertogdom Luxemburg vanaf 1898

Middelste wapen (1898-2000)
Groot wapen (1898-2000)
Groot wapen (vol) (1898-2000)
Klein wapen (2001-heden)
Middelste wapen (2001-heden)
Groot wapen (2001-heden)
Jan van Luxemburg (1921-2000)
Jan van Luxemburg vanaf 1953
Josephine Charlotte van België (1927-2005)

Nadat de tak van Otto in 1890 met koning Willem III in mannelijke lijn was uitgestorven, werd de voormalige hertog van Nassau groothertog van Luxemburg. Het wapen dat ze gingen voeren greep terug op de wapens van voor 1789. Volledig nieuw is het wapen van het graafschap Vianden, dat gedurende lange tijd door de tak van Otto was gevoerd. Vanaf 29 juli 1898 tot 2000 waren wapens in gebruik waarin het eerste kwartier Nassau was. Op 23 februari 2001 werd een wijziging ingevoerd. Het eerste kwartier nu met Luxemburg, de rechtse schildhouder kreeg een extra staart en Luxemburgse vlaggen, het grote wapen geheel nieuw, zonder de kwartieren van Sayn, Diez, Weilnau enz.

## Tak van Otto
Verwijzingen naar de armen hieronder kan gevonden worden op de verwijzing in de voetnoot.

### Wapen van Nassau-Dillenburg van 1420

Nassau-Dillenburg (1420)
Graafschap Vianden

In 1420 erfde de graven van Nassau het graafschap Vianden. Hoewel dit graafschap niet zelfstandig was, maar deel uitmaakte van het hertogdom Luxemburg, waren titel en wapen van belang. Het wapen was gelijk aan dat van het hertogdom Neder-Lotharingen, dat door de hertogen van Brabant werd gevoerd.

### Wapen van Nassau-Dillenburg van 1493

Nassau-Dillenburg (1493)
Graafschap Dietz

Na het uitsterven van de graven van Diez trad er een langdurige erfstrijd op, waarin Nassau een deel van het graafschap wist te verwerven. Ook de landgraven van Hessen namen Diez in hun wapen op. Uiteindelijk blijft Nassau in het bezit van een deel van het graafschap, terwijl het andere deel aan het keurvorstendom Trier valt.

### Wapen van Nassau-Dillenburg van 1559

Nassau-Dillenburg (1559-1739)
Graafschap Katzenelnbogen
Henriette d'Oultremont de Wégimont

In de Katzenelnbogische Successieoorlog die uitbreekt na het uitsterven van de graven van Katzenelnbogen in 1479 en die decennialang voortduurt leed Nassau een gevoelig verlies. Het graafschap kwam geheel toe aan het landgraafschap Hessen. Nassau kreeg slechts het recht om de titel en het wapen te voeren.

### Wapen van Oranje-Nassau van 1530

Nassau-Chalon
Oranje-Chalon
Prinsdom Oranje
Graafschap Chalon
Graafschap Genève
Hertogdom Bretagne
Graafschap Luxemburg

René van Nassau-Breda erfde in 1530 van zijn moeder Claudia van Chalon het prinsdom Oranje. Het wapen dat de prinsen van Oranje hebben gevoerd bestond uit de velden voor Oranje, Chalon en Genève. Het wapen van René bevatte ook de wapens van Bretagne en Luxemburg.

### Wapen van Oranje-Nassau van 1581

Oranje-Nassau (vóór 1582)
Oranje-Nassau (1582-1584)
Markizaat Veere
Graafschap Buren

Willem van Oranje volgde zijn neef in 1544 op. Het wapen van Oranje-Nassau veranderde tijdens zijn regering enkele malen.
In 1548 huwde hij Anna van Buren, die haar vader in 1548 was opgevolgd als gravin. Door dit huwelijk werd Willem ook graaf van Buren. In 1581 verkreeg Willem het markizaat Veere en Vlissingen. Voor deze twee aanwinsten werd het wapen uitgebreid met kleine veldjes.
Alles bij elkaar is het wapen van Willem van Oranje als volgt opgebouwd.
- De vier grote kwarten, van linksboven met de klok mee:
  - graafschap Nassau
  - graafschap Katzenelnbogen
  - graafschap Diez
  - graafschap Vianden
- In het hartschild:
  - Linksboven en rechtsonder: graafschap Chalon
  - Rechtsboven en linksonder: prinsdom Oranje
  - In het midden: graafschap Genève
- Boven het hartschild: markizaat Veere
- Onder het hartschild: graafschap Buren

### Wapen van Oranje-Nassau van 1584

Wapen van Philips Willem

Na de dood van Willem I in 1584 werd hij opgevolgd in het prinsdom door zijn zoon Philips Willem. Deze voerde het wapen zonder de schilden voor Buren en Veere.

### Wapen van Oranje-Nassau van 1618

Wapen van Maurits
Graafschap Meurs
Hertogdom Saksen
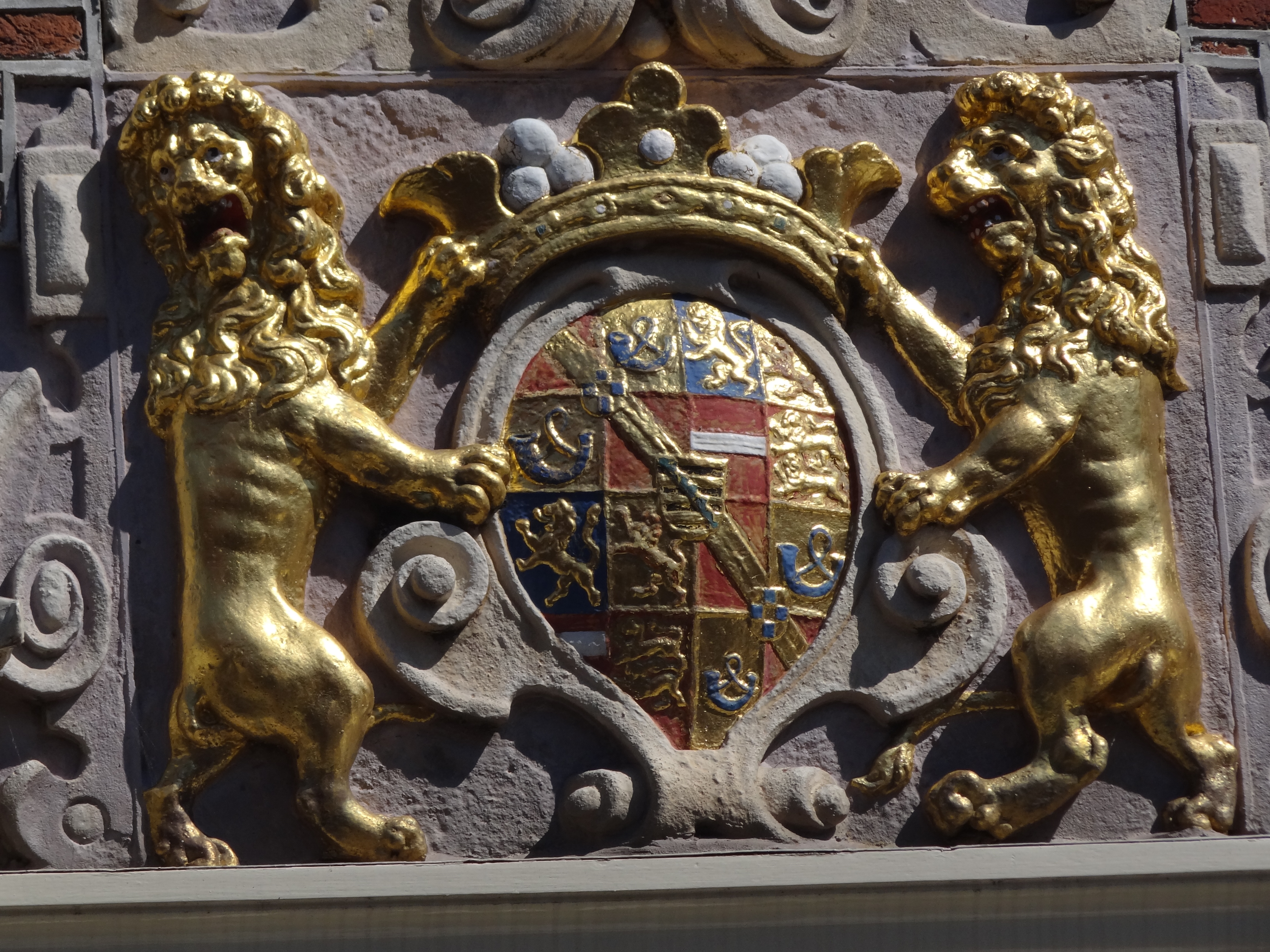
Variant als gevelsteen in Edam

Philips Willem werd opgevolgd door zijn halfbroer Maurits. Deze voerde een wapen met dezelfde opzet als dat van Rene van Nassau-Breda. Hij voerde als nieuw veld het wapen van het graafschap Mörs, dat hij in 1600 had verworven. In het hart plaatste hij het wapen van zijn moeder: hertogdom Saksen. Als eerste Oranje was Maurits Ridder in de Orde van de Kousenband, hij legde de kousenband dan ook rond zijn wapenschild.

### Wapen van Oranje-Nassau van 1625

Persoonlijk wapen van Frederik Hendrik vóór 1625
Persoonlijk wapen van Frederik Hendrik vóór 1625 alternatieve versie
Wapen van Frederik Hendrik
Familie Coligny

Dit is een van de vormen die prins Frederik-Hendrik voerde. De volgorde van Maurits kwam ook voor. Ook deze prins voerde in het hart van zijn wapen het schild van zijn moeder: familie Coligny.

### Wapen van Oranje-Nassau van 1647

Wapen van Willem II
Ander wapen van Willem II

Willem II voerde een wapen dat sterk leek op dat van zijn grootvader Willem I. Het schildje van Veere was echter vervangen door dat van het graafschap Mörs.

### Wapen van Oranje-Nassau van 1689 tot 1702

Wapen van Willem III als prins van Oranje
Wapen van Willem III als koning van Engeland
Het hoogtepunt van de macht van het Huis Oranje: wapen van Willem III, als koning van Engeland, Schotland, Ierland en Frankrijk.

Stadhouder Willem III voerde nadat hij koning van Engeland en Schotland was geworden een combinatie van de Engelse wapens en de wapens van Oranje-Nassau.

### Wapen van Oranje-Nassau van 1702 tot 1806

Oranje-Nassau 1702-1806

Met de dood van Willem III was het huis Oranje-Nassau uitgestorven. De erfenis ging deels naar de koning van Pruisen en deels naar de vorsten van Nassau-Diez. Het wapen wat zij gingen voeren was een vereenvoudiging van het wapen van 1647.

### Wapen van Nassau-Siegen (1646)

Nassau-Siegen (evangelische lijn)
- Limburg-Styrum
- Graafschap Limburg
- Heerlijkheid Bronckhorst
- Heerlijkheid Wisch
- Heerlijkheid Borculo
- Nassau Siegen Dillenburg Diez

Door het huwelijk in 1646 van Hendrik van Nassau-Siegen met Maria Magdalena van Limburg-Stirum kwam de heerlijkheid Wisch binnen de evangelische tak van het huis Nassau-Siegen. Vervolgens werd het complete wapen van Limburg-Stirum opgenomen in het wapen van Nassau-Siegen. Wisch vererfde al via hun dochter weer uit de familie. Nassau-Siegen stierf uit in 1734.

### Wapen van Nassau-Siegen (1664)

Nassau-Siegen (evangelische lijn)
Limburg-Styrum
Graafschap Limburg
Heerlijkheid Bronckhorst
Heerlijkheid Wisch
Heerlijkheid Borculo
Nassau Siegen Dillenburg Diez

George Frederik van Nassau-Siegen, een oudere broer van Hendrik, was sinds 1664 prins van Nassau-Siegen, graaf van Katzenelnbogen, Vianden en Diez en baron van Beilstein.

### Wapen van Nassau-Dillenburg-Schaumburg (1653-1676)[5]

Nassau-Dillenburg-Schaumburg
Graafschap Holzapfel-Schaumburg
Veld voor Holzapfel
Veld voor Holzapfel
Veld voor Holzapfel

Door het huwelijk van Adolf van Nassau-Dillenburg met Elizabeth Charlotte Melander, de dochter van de veldmaarschalk, ontstond er een zijtak van Nassau-Dillenburg. Het graafschap was gecreëerd voor de veldmaarschalk en de wapens waren nieuw ontworpen. In een van de velden houdt de leeuw een maarschalksstaf. De tak stierf direct weer uit, het graafschap kwam door hun dochter aan een zijtak van Anhalt-Bernburg: Anhalt-Bernburg-Schaumburg.

### Wapen van Nassau-Diez van 1636

Nassau-Diez (1636)
Graafschap Spiegelberg
Baronie Liesveld

De graaf van Nassau-Diez erfde in 1631 het rijksgraafschap Spiegelberg en kocht in 1636 de baronie Liesveld. De toevoeging van deze wapens onderscheidde de graven van Nassau-Diez van die van Nassau-Siegen, Nassau-Dillenburg en Nassau-Hadamar en Nassau-Beilstein.

### Wapen van Nassau-Diez van 1640

Nassau-Diez (1640)
Duitse Orde

Na 1640 werd als hartschild het wapen van de Duitse Orde gevoerd.

### Wapen van Nassau-Fulda (1803-1806)

Nassau-Oranje-Fulda
Vorstendom Fulda
Heerlijkheid Corvey
Heerlijkheid Dortmund
Graafschap Weingarten
Oranje-Nassau

In de Reichsdeputationshauptschluss van 1803 kreeg de prins van Oranje als schadeloosstelling voor de verloren gebieden in de Nederlanden de voormalige prinsbisdommen Fulda en Corvey, de voormalige rijksstad Dortmund en het voormalige abdijvorstendom Weingarten. De prins van Oranje wenste ze uit principiële redenen niet te accepteren, maar zijn zoon de erfprins wel. Hierdoor ontstond de situatie dat Willem V het vorstendom Nassau regeerde en zijn zoon, de latere koning Willem I, het vorstendom Fulda. Na de dood van Willem V in april 1806 zouden in principe de vorstendommen Fulda en Nassau onder één vorst komen, maar reeds in juli 1806 wordt Nassau door Franse troepen bezet, waarna zowel Nassau als Fulda verloren gaan. Na de Franse nederlagen van 1813 vindt er een restauratie plaats van het vorstendom Nassau-Oranje. Omdat de Oranjes in Nederland worden hersteld, wordt het vorstendom Fulda niet hersteld.

### Wapen van Nassau 1559-1631

Justinus van Nassau (1559-1631) Luitenant Admiraal van Zeeland

Justinus van Nassau (1559 - Leiden, 1631) was het enige buitenechtelijke kind van Willem van Oranje; zijn moeder was Willems vriendin Eva Elincx.

### Wapen van Nassau-Zuylestein 1624-1830

Stamwapen van Nassau-Zuylestein
Frederik van Nassau-Zuylestein (1624-1672)

### Wapen van Nassau-LaLecq 1632-1759

Willem Adriaan I van Nassau-Odijk (1632-1705)
Heerlijkheid van de Lek

Willem Adriaan I van Nassau-Odijk Graaf van Nassau en heer van Odijk (in naam, nooit mee beleend) en van Kortgene 1670-1705, heer van Zeist 1677-1705, heer van Blikkenburg 1687-1705 ook wel genoemd Spillebeen (Den Haag, ca. 1632 - Den Haag, 21 september 1705) was de zoon van Lodewijk van Nassau-Beverweerd en Isabella gravin van Hornes.

### Wapen van het koninkrijk Engeland, Ierland en Schotland (1689-1694)

Koning van Ierland en Schotland (1689-1694)

### Wapen van het koninkrijk Engeland en Ierland (1694-1702)

Wapen van Willem III als koning van Engeland en Ierland (1694-1702)
Het hoogtepunt van de macht van het Huis Oranje: wapen van Willem III, als koning van Engeland, Schotland, Ierland en Frankrijk.

### Wapen van het soeverein vorstendom der Nederlanden (1813-1815)

Nederlanden (1814-1815)
Staten-Generaal
Oranje-Chalon
Nassau
Soevereine vorst der Verenigde Nederlanden

Toen Willem van Oranje in 1813 tot soeverein vorst der Nederlanden werd uitgeroepen, ging hij een wapen voeren dat gebaseerd was op het wapen van de oude republiek der Nederlanden: de leeuw met de pijlenbundel. Nadat het Congres van Wenen in 1815 het nieuwe vorstendom had verenigd met België tot een verenigd koninkrijk, werd ook het huidige Nederlandse wapen ingevoerd.

### Wapen van de koning der Nederlanden (1815-1907)

Wapen van 1815 tot 1907
Wapen van 1815 tot 1907
Wapen mannelijke leden koninklijk huis 1815

### Wapen van de Prins van Oranje een Erfprins van Oranje (1815-1907)

Prins van Oranje[6][7]
Erfprins van Oranje[8][9]
Wapen van de erfprins 1815-1907 (vol)
Marianne van Oranje-Nassau

### Wapen van de koning(in) der Nederlanden (1907-)

Wapen vanaf 1907
Wapen vanaf 1907

### Koningin-Regentes Emma Prinses van Waldeck en Pyrmont

Emma van Waldeck-Pyrmont
Vorstendom Waldeck-Pyrmont

### Wapen van Hendrik van Mecklenburg-Schwerin en Wilhelmina

Wapen Nassau
Wapen van Mecklenburg Stierkop
Wapen van graafschap Schwerin
Wapen van Rostock Griffoen
Wapen van prins Hendrik (1901-1907)
Wapen van prins Hendrik (1907-1934)
Wilhelmina der Nederlanden

### Wapen van Juliana der Nederlanden

Wapen Nassau
Prinsdom Oranje
Mecklenburg
Wapen prinses Juliana

### Wapen van Bernhard van Lippe-Biesterfeld

Wapen Nassau
Wapen Lippe
Wapen Schwalenberg
Wapen prins Bernhard
Vol wapen prins Bernhard

### Wapen van Beatrix der Nederlanden

Wapen Nassau
Prinsdom Oranje
Lippe
Wapen van prinses Beatrix en haar zusters
1938-1980, 2013-heden
- Willem-Alexander tot 2013
Johan-Friso tot 2005, en Constantijn

Na zijn huwelijk in 2005 is Prins Friso geen lid meer van het Koninklijk Huis en geen Prins der Nederlanden meer. Hiervoor zijn ook zijn wapen en zijn familienaam aangepast. Zie voor beiden de pagina Van Oranje-Nassau van Amsberg.

### Wapen van Claus van Amsberg

Wapen Nassau
Prinsdom Oranje
Lippe
Wapen van prinses Beatrix en haar zusters 1938-1980, 2013-heden
Willem-Alexander tot 2013 Johan-Friso tot 2005, en Constantijn

- Wapen Amsberg
- Wapen prins Claus
- Groot wapen

### Wapen van Irene van Lippe-Biesterfeld

Wapen Nassau
Prinsdom Oranje
Lippe
Wapen prinses Irene

### Wapen van Margriet der Nederlanden

Wapen van Margriet
Wapen van Pieter van Vollenhoven
Groot wapen van Oranje-Nassau van Vollenhoven

### Wapen van Willem-Alexander der Nederlanden

Willem-Alexander (tot opvolging als koning, 2013)
Máxima
Catharina-Amalia der Nederlanden, prinses van Oranje, en haar zussen

### Wapenbord

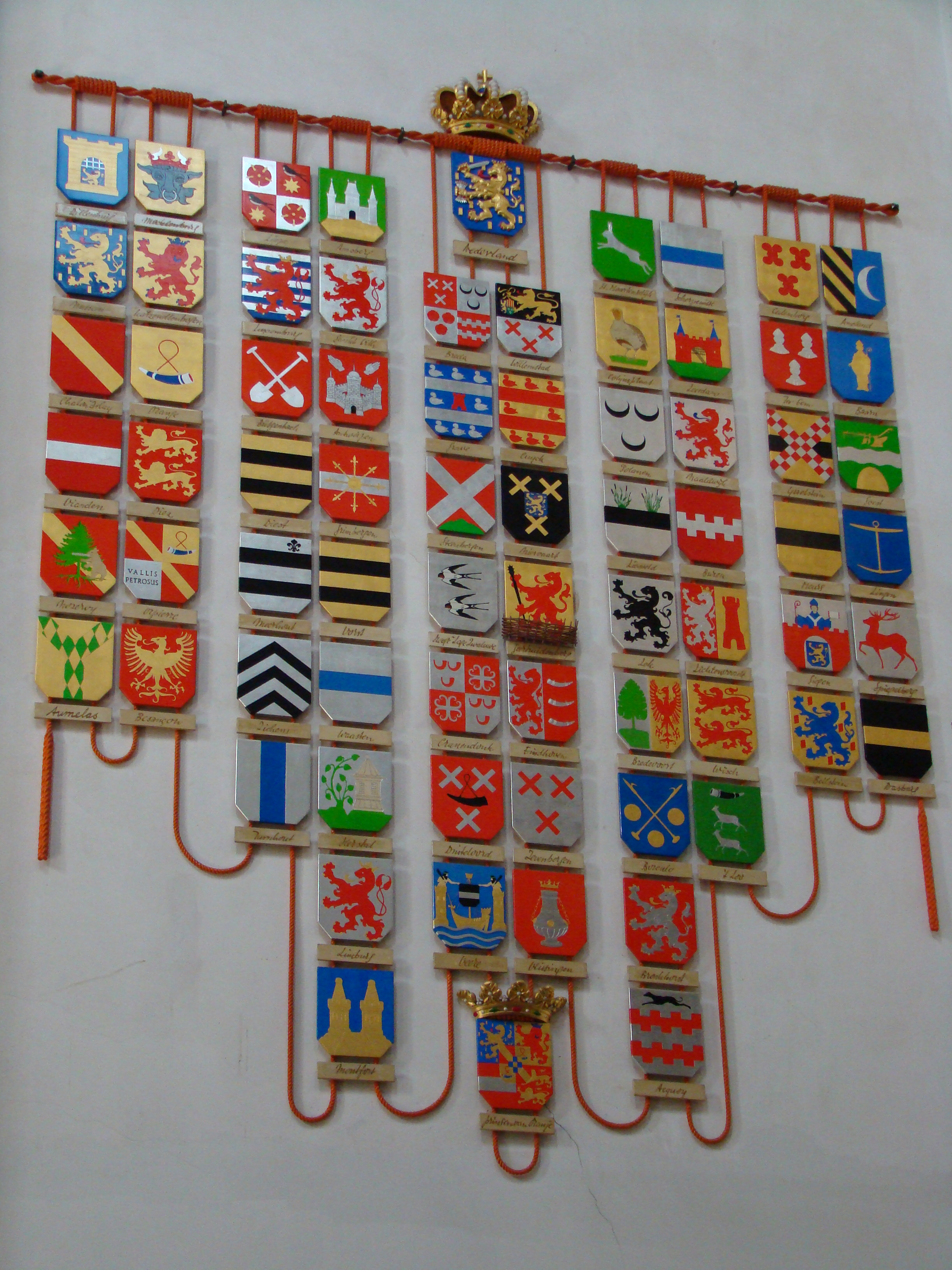
Wapenbord Amsterdam

Wapenschilden welke de titels toont van het Staatshoofd, Huis van Oranje Nassau. In de Nieuwe Kerk te Amsterdam.